# Zona franca
Una zona franca (o zona de lliure comerç) és un territori molt ben delimitat d'un país on es gaudeix d'alguns beneficis tributaris, com ara el no pagament de drets d'importació de mercaderies o el no cobrament d'alguns impostos. Esta regulat per Conveni de Kyoto del 1973, revisat el 1999.
Molts governs estableixen zones franques en regions apartades o perifèriques econòmicament per tal d'atraure capitals i de promoure el desenvolupament econòmic de la regió. A les zones franques solen crear-s'hi grans centres de compra i s'hi instal·len tot sovint, també, indústries maquiladores o magatzems especials per a les mercaderies en trànsit. Un exemple paradigmàtic de zona franca a Catalunya és la Zona Franca de Barcelona.
De vegades són anomenades ports francs, per una analogia amb els ports lliures coneguts des de fa molt de temps: els ports lliures de taxes duaneres o amb regulacions de taxes favorables; per exemple, el de Trieste. Sovint els ports francs són part de zones franques.